# Münze Deutschland

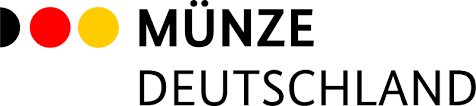
Münze Deutschland – Trademark

Die Münze Deutschland ist eine Marke des Bundesverwaltungsamts, unter welcher der Vertrieb der Sammler- und Gedenkmünzen der Bundesrepublik Deutschland übernommen wird.

## Allgemeines
Zur Belieferung der Numismatiker wurde vom Bundesministerium der Finanzen eine spezielle Sammlerstelle in Weiden in der Oberpfalz eingerichtet, die heute „Münze Deutschland“ heißt.

## Geschichte
Vorläufer der heutigen Münze Deutschland war die im November 1967 von der ehemaligen Bundesschuldenverwaltung gegründete „Verkaufsstelle für Sammlermünzen (VfS)“, die als Teil der Bundesschuldenverwaltung im Dezember 1967 mit dem Vertrieb der Münzen anstelle der deutschen Münzprägeanstalten begann. Die Bundesschuldenverwaltung änderte im Januar 2002 ihre Behördenbezeichnung in Bundeswertpapierverwaltung, Am 31. Juli 2006 wurde sie aufgelöst, und ihre Aufgaben wurden auf andere Dienststellen verteilt. Die Münzverwaltung und der Vertrieb gingen in diesem Zusammenhang auf das Bundesverwaltungsamt über, das sie seit dem 1. Februar 2020 als Marke „Münze Deutschland“ führt.

## Aufgaben
Sie ist eine Marke des Bundesverwaltungsamts, das die Beschaffung der Münzrohlinge und die Erteilung von Prägeaufträgen an die Münzprägeanstalten der Länder übernimmt. Ebenso werden hier unter Beteiligung des Bundesministeriums für Finanzen und eines Vertreters der Beauftragten der Bundesregierung für Kultur und Medien Wettbewerbe mit Motivkünstlern für die einzelnen Münzmotive durchgeführt. Geschäftssitz der Münze Deutschland ist Weiden in der Oberpfalz.
Die Münze Deutschland vertreibt deutsche Euro-Sammlermünzen in Spiegelglanzausführung sowie Euro-Umlaufmünzserien (1 Cent bis 2 Euro) in Stempelglanz- und Spiegelglanz sowie 2-Euro-Gedenkmünzen in Normal- und in Spiegelglanzausführung. Ein Teil der Sammler- und Gedenkmünzen ist in der Prägequalität Stempelglanz auch über die Deutsche Bundesbank erhältlich. Dieser beschränkt sich aktuell auf die 20-Euro-Sammlermünzen in Sterlingsilber sowie die 10-Euro-Sammlermünzen und die 5-Euro-Sammlermünzen aus unedlen Metallen mit Polymerring.